# Celia Johnson
Dame Celia Elizabeth Johnson (Londra, 18 dicembre 1908 – Nettlebed, 25 aprile 1982) è stata un'attrice britannica.
Nel 1947 ottenne una candidatura all'Oscar alla miglior attrice per l'interpretazione in Breve incontro. Nel 1969 vinse il BAFTA alla migliore attrice non protagonista per la sua interpretazione nel film La strana voglia di Jean, e nel 1974 il British Academy Television Award per la miglior attrice per Play for Today. Dagli anni cinquanta lavorò a lungo anche per la televisione e per il teatro.

## Biografia

### Infanzia e adolescenza
Celia Johnson nacque a Richmond upon Thames nella contea del Surrey, seconda figlia di Robert Johnson e Ethel Griffiths. Chiamata familiarmente "Betty", la sua prima esibizione pubblica avvenne nel 1916, quando recitò in uno spettacolo di beneficenza destinato a una raccolta fondi per i soldati della prima guerra mondiale. Frequentò la St Paul's Girls' School di Londra dal 1919 al 1926 e suonò nell'orchestra della scuola diretta da Gustav Holst.
Recitò in varie produzioni scolastiche, ma non ebbe altre esperienze teatrali, finché venne accettata, nel 1926, alla Royal Academy of Dramatic Art e successivamente trascorse un periodo a Parigi, studiando con Pierre Fresnay alla Comédie-Française. La Johnson, ricordando successivamente la sua scelta di una carriera da attrice affermò che recitare le piaceva abbastanza e che era abbastanza brava ed anche abbastanza cattiva per diventare un'attrice.

### Carriera
Il suo debutto, ed anche il suo primo ruolo professionale, fu nel ruolo di Sarah nella commedia il maggiore Barbara, scritto da George Bernard Shaw, al Theatre Royal di Huddersfield nel 1928. L'anno seguente tornò a Londra per sostituire Angela Baddeley nel ruolo di Currita nello spettacolo A Hundred Years Old, al Lyric Theatre di Hammersmith.
Nel 1930 recitò nello spettacolo Cynara con Sir Gerald Du Maurier e Gladys Cooper. L'anno seguente intraprese il suo primo viaggio negli Stati Uniti d'America per recitare a New York come Ofelia in una produzione dell'Amleto.
Ritornò a Londra, dove recitò in varie produzioni minori, prima di riuscire ad affermarsi in The Wind and the Rain, in scena dal 1933 al 1935. La sua carriera teatrale giunse all'apice nel 1940 con l'interpretazione di Elizabeth Bennett in Orgoglio e pregiudizio, e successivamente, sempre nel 1940, con il ruolo di Mrs. de Winter in Rebecca, la prima moglie. La rappresentazione di quest'ultimo lavoro venne interrotta dopo che il teatro venne distrutto da una bomba nel settembre del 1940.
Durante la seconda guerra mondiale, la Johnson visse con la sorella vedova e con la cognata, prendendosi cura dei figli e dei nipoti. Incapace di impegnare il suo tempo nella scrittura, a volte molto lunga, di una commedia, preferì occuparsi di recensioni di film, che le permisero di dedicare il suo tempo alla famiglia e al suo lavoro per il Women's Auxiliary Police Corps. In questo periodo recitò anche in Eroi del mare (1942) e in La famiglia Gibbon (1944), entrambi diretti da David Lean e scritti da Noël Coward.
Lean e Coward proposero alla Johnson anche il loro lavoro successivo, Breve incontro (1945). L'attrice accettò l'impegno con grande perplessità, a causa delle responsabilità familiari, ma essendo molto interessata al ruolo alla fine vi prese parte. Il film, un dramma romantico, narra la vicenda di una casalinga medio borghese, che si innamora di un medico (Trevor Howard) incontrato casualmente in una stazione ferroviaria. Per il suo ruolo la Johnson conquistò il New York Film Critics Circle Award alla migliore attrice e ottenne la candidatura all'Oscar alla migliore attrice.
Dopo la guerra tornò a dedicarsi alla famiglia, in particolare alle figlie, nate una nel 1946 e l'altra nel 1947. Il suo lavoro d'attrice rimase secondario per tutto il decennio successivo.
Ritornò a teatro nel 1957 recitando con Ralph Richardson in The Flowering Cherry. Nella sua qualità di membro del Royal National Theatre, prese parte alle rappresentazioni di The Master Builder (1964) e Hay Fever (1965), successivamente recitò anche in alcune serie televisive.
Per il suo ruolo in La strana voglia di Jean (1969), ricevette il BAFTA alla migliore attrice non protagonista.
Fu nominata Commendatore dell'Ordine dell'Impero Britannico (CBE) nel 1958 e venne nominata Dama di Commenda (DBE) nel 1981.

### Vita privata
Celia Johnson fu sposata con lo scrittore Peter Fleming dal 1936 fino alla morte di quest'ultimo, avvenuta nel 1971 durante una spedizione di caccia a Glecoe in Argyll, Scotland. Fleming era il fratello dello scrittore Ian Fleming. Dal matrimonio nacquero tre figli:
- Nicholas "Nichol" Peter Val Fleming (3 gennaio 1939; 9 maggio 1995)[3], che trascorse gran parte della sua vita nella casa di famiglia a Nettlebed, Oxfordshire, come contadino. Fu anche giornalista e autore insieme a Christopher Balfour di romanzi thriller pubblicati nei tardi anni sessanta[4].
- Kate Fleming (nata nel 1946,[3], ora Kate Grimond, e sposata con John Grimond, redattore estero del news magazine The Economist. Hanno tre figli: Mary, Georgia and Rose. Kate Fleming è l'autrice di Celia Johnson: A Biography (1991).
- Lucy Fleming (nata Eve Lucinda Fleming, 15 maggio 1947)[3], ora Lucy Williams, è un'attrice. Negli anni settanta recitò nel ruolo di Jenny nella serie apocalittica I sopravvissuti della BBC. Si è sposata con l'attore e scrittore Simon Williams. Fin dalla fine degli anni settanta è stata comproprietaria insieme a sua sorella della tenuta dello scrittore Ian Fleming.

Celia Johnson si allontanò dalla sua carriera d'attrice mentre i suoi figli erano piccoli, preferendo dedicarsi alla famiglia. Venne sempre descritta come una donna sempre "pronta a ridere" e "materna in modo esasperato", pur restando divisa tra la sua voglia di prendersi cura della famiglia e il suo bisogno di recitare, come ricorda la figlia Kate.
Nel 1982 intraprese un tour insieme a Ralph Richardson, dopodiché si ritirò dalle scene. Le ultime settimane di vita le trascorse a Nettlebed, giocando a bridge con gli amici. Morì nella sua casa per un ictus cerebrovascolare, lasciando ai figli un patrimonio di £150.557.

### Eredità

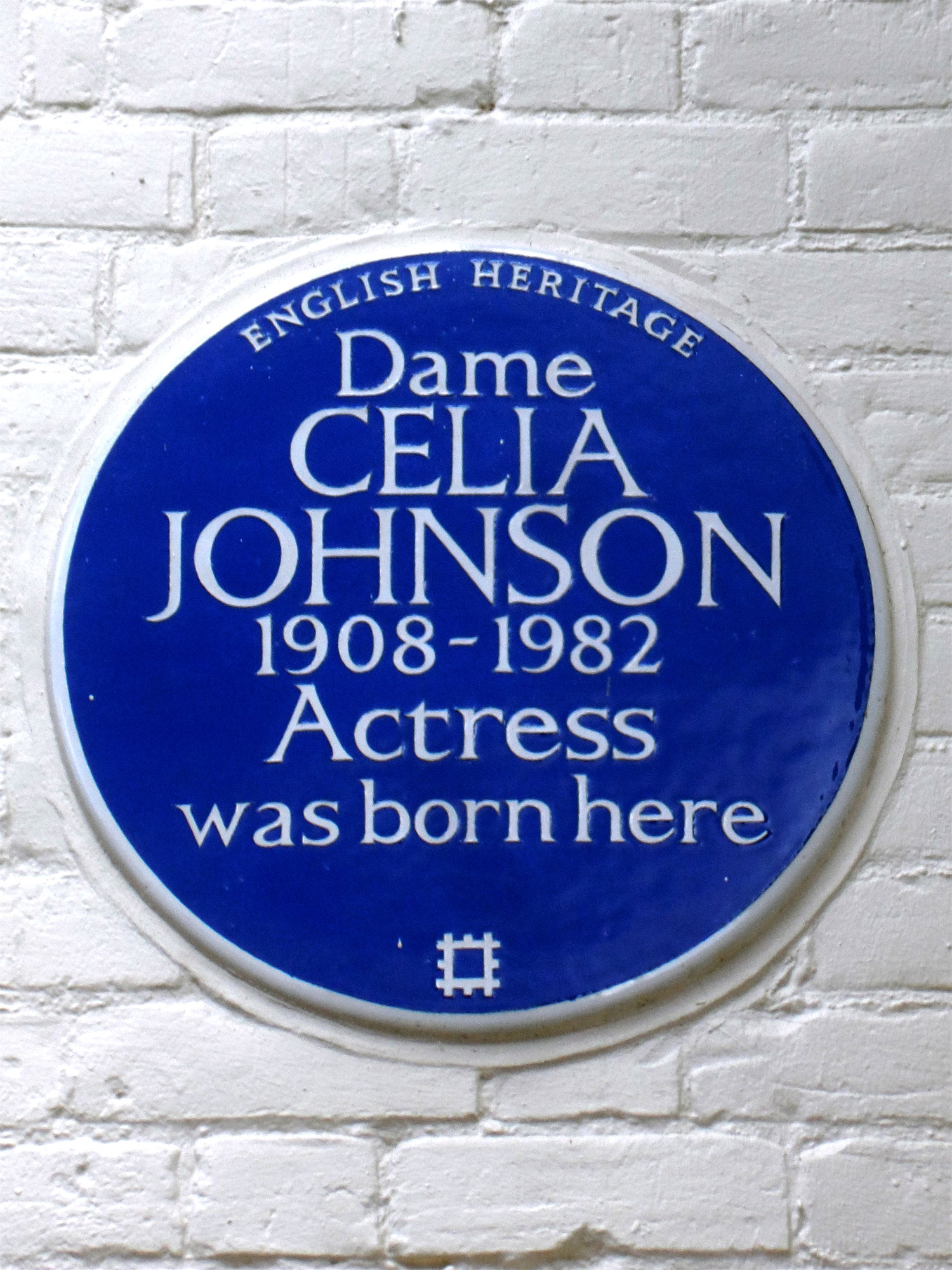
Targa apposta nel 2008 presso la casa natale di Celia Johnson

Il 18 dicembre 2008, per celebrare il centenario della sua nascita, è stata posta una targa commemorativa alla casa di Richmond Upon Thames, dove trascorse l'infanzia.
In un articolo comparso su The Times, è stato affermato che la "tragedia del teatro" è data dal fatto che anche le più grandi performance svaniscono dalla memoria e che la fama di Celia Johnson attualmente si basi solo sulla sua interpretazione nel film Breve Incontro.

## Filmografia

### Cinema
- A Night at the Hardcastles (1939) - film tv
- A Letter from Home, regia di Carol Reed (1941)
- Eroi del mare (In Which We Serve), regia di Noël Coward e David Lean (1942)
- Dear Octopus, regia di Harold French (1943)
- La famiglia Gibbon (This Happy Breed), regia di David Lean (1944)
- Breve incontro (Brief Encounter), regia di David Lean (1945)
- Lo spirito, la carne, il cuore (The Astonished Heart), regia di Antony Darnborough e Terence Fisher (1950)
- I Believe in You, regia di Basil Dearden e Michael Relph (1952)
- The Holly and the Ivy, regia di George More O'Ferrall (1952)
- Il paradiso del Capitano Holland (The Captain's Paradise), regia di Anthony Kimmins (1953)
- Domani splenderà il sole (A Kid for Two Farthings), regia di Carol Reed (1955)
- The Good Companions, regia di J. Lee Thompson (1957)
- La strana voglia di Jean (The Prime of Miss Jean Brodie), regia di Ronald Neame (1969)

### Televisione
- Romeo e Giulietta (Romeo and Juliet), regia di Alvin Rakoff (1978)
- Tutto è bene quel che finisce bene (All's well that ends well), regia di Elijah Moshinsky (1981)

## Riconoscimenti
- Premio Oscar
  - 1947 – Candidatura alla miglior attrice per Breve incontro

## Doppiatrici italiane
- Andreina Pagnani in Breve incontro
- Francesca Palopoli in Romeo e Giulietta
- Micaela Giustiniani in Tutto è bene quel che finisce bene
- Maria Pia Di Meo in Tutto è bene quel che finisce bene (ridoppiaggio)